# Tournoi de Dubaï de rugby à sept 2016
Navigation
2015 2017
Le tournoi de Dubaï de rugby à sept 2016 (en anglais Dubaï rugby sevens 2016) est la première étape la saison 2016-2017 du World Rugby Sevens Series. Elle se déroule les 2 et 3 décembre 2016 au The Sevens à Dubaï, aux Émirats arabes unis.

## Équipes participantes
Seize équipes participent au tournoi (quinze équipes qualifiées d'office plus une invitée) :
- Afrique du Sud
- Angleterre
- Argentine
- Australie
- Canada
- Écosse
- États-Unis
- France
- Fidji
- Pays de Galles
- Japon
- Kenya
- Nouvelle-Zélande
- Russie
- Samoa
- Ouganda  (invitée)

## Phase de poules

### Poule A
| Rang | Pays           | J | V | N | D | Pm | Pe | Diff | Pts |
| ---- | -------------- | - | - | - | - | -- | -- | ---- | --- |
| 1    | Fidji          | 3 | 3 | 0 | 0 | 72 | 50 | +22  | 9   |
| 2    | Pays de Galles | 3 | 2 | 0 | 1 | 64 | 48 | +16  | 7   |
| 3    | Argentine      | 3 | 1 | 0 | 2 | 59 | 57 | +2   | 5   |
| 4    | Canada         | 3 | 0 | 0 | 3 | 38 | 78 | -40  | 3   |

| 2 décembre 2016 10 h 30 UTC+04:00 | Argentine | 19 - 21 | Pays de Galles | The Sevens, Dubaï |
| 2 décembre 2016 10 h 30 UTC+04:00 |           |         |                | The Sevens, Dubaï |
| 2 décembre 2016 10 h 30 UTC+04:00 |           |         |                | The Sevens, Dubaï |

| 2 décembre 2016 10 h 52 UTC+04:00 | Fidji | 26 - 19 | Canada | The Sevens, Dubaï |
| 2 décembre 2016 10 h 52 UTC+04:00 |       |         |        | The Sevens, Dubaï |
| 2 décembre 2016 10 h 52 UTC+04:00 |       |         |        | The Sevens, Dubaï |

| 2 décembre 2016 14 h 14 UTC+04:00 | Argentine | 21 - 14 | Canada | The Sevens, Dubaï |
| 2 décembre 2016 14 h 14 UTC+04:00 |           |         |        | The Sevens, Dubaï |
| 2 décembre 2016 14 h 14 UTC+04:00 |           |         |        | The Sevens, Dubaï |

| 2 décembre 2016 14 h 36 UTC+04:00 | Fidji | 24 - 12 | Pays de Galles | The Sevens, Dubaï |
| 2 décembre 2016 14 h 36 UTC+04:00 |       |         |                | The Sevens, Dubaï |
| 2 décembre 2016 14 h 36 UTC+04:00 |       |         |                | The Sevens, Dubaï |

| 2 décembre 2016 19 h 31 UTC+04:00 | Pays de Galles | 31 - 5 | Canada | The Sevens, Dubaï |
| 2 décembre 2016 19 h 31 UTC+04:00 |                |        |        | The Sevens, Dubaï |
| 2 décembre 2016 19 h 31 UTC+04:00 |                |        |        | The Sevens, Dubaï |

| 2 décembre 2016 19 h 53 UTC+04:00 | Fidji | 22 - 19 | Argentine | The Sevens, Dubaï |
| 2 décembre 2016 19 h 53 UTC+04:00 |       |         |           | The Sevens, Dubaï |
| 2 décembre 2016 19 h 53 UTC+04:00 |       |         |           | The Sevens, Dubaï |

### Poule B
| Rang | Pays           | J | V | N | D | Pm | Pe  | Diff | Pts |
| ---- | -------------- | - | - | - | - | -- | --- | ---- | --- |
| 1    | Afrique du Sud | 3 | 3 | 0 | 0 | 86 | 22  | +64  | 9   |
| 2    | Écosse         | 3 | 2 | 0 | 1 | 54 | 40  | +14  | 7   |
| 3    | États-Unis     | 3 | 1 | 0 | 2 | 51 | 40  | +11  | 5   |
| 4    | Ouganda        | 3 | 0 | 0 | 3 | 21 | 110 | -89  | 3   |

| 2 décembre 2016 9 h 44 UTC+04:00 | États-Unis | 5- 14 | Écosse | The Sevens, Dubaï |
| 2 décembre 2016 9 h 44 UTC+04:00 |            |       |        | The Sevens, Dubaï |
| 2 décembre 2016 9 h 44 UTC+04:00 |            |       |        | The Sevens, Dubaï |

| 2 décembre 2016 10 h 06 UTC+04:00 | Afrique du Sud | 46 - 0 | Ouganda | The Sevens, Dubaï |
| 2 décembre 2016 10 h 06 UTC+04:00 |                |        |         | The Sevens, Dubaï |
| 2 décembre 2016 10 h 06 UTC+04:00 |                |        |         | The Sevens, Dubaï |

| 2 décembre 2016 12 h 44 UTC+04:00 | États-Unis | 29 - 7 | Ouganda | The Sevens, Dubaï |
| 2 décembre 2016 12 h 44 UTC+04:00 |            |        |         | The Sevens, Dubaï |
| 2 décembre 2016 12 h 44 UTC+04:00 |            |        |         | The Sevens, Dubaï |

| 2 décembre 2016 13 h 06 UTC+04:00 | Afrique du Sud | 21 - 5 | Écosse | The Sevens, Dubaï |
| 2 décembre 2016 13 h 06 UTC+04:00 |                |        |        | The Sevens, Dubaï |
| 2 décembre 2016 13 h 06 UTC+04:00 |                |        |        | The Sevens, Dubaï |

| 2 décembre 2016 18 h 44 UTC+04:00 | Écosse | 35 - 14 | Ouganda | The Sevens, Dubaï |
| 2 décembre 2016 18 h 44 UTC+04:00 |        |         |         | The Sevens, Dubaï |
| 2 décembre 2016 18 h 44 UTC+04:00 |        |         |         | The Sevens, Dubaï |

| 2 décembre 2016 19 h 06 UTC+04:00 | Afrique du Sud | 19 - 17 | États-Unis | The Sevens, Dubaï |
| 2 décembre 2016 19 h 06 UTC+04:00 |                |         |            | The Sevens, Dubaï |
| 2 décembre 2016 19 h 06 UTC+04:00 |                |         |            | The Sevens, Dubaï |

### Poule C
| Rang | Pays             | J | V | N | D | Pm | Pe | Diff | Pts |
| ---- | ---------------- | - | - | - | - | -- | -- | ---- | --- |
| 1    | Angleterre       | 3 | 3 | 0 | 0 | 83 | 26 | +57  | 9   |
| 2    | Nouvelle-Zélande | 3 | 2 | 0 | 1 | 64 | 52 | +12  | 7   |
| 3    | Samoa            | 3 | 1 | 0 | 2 | 45 | 60 | -15  | 5   |
| 4    | Russie           | 3 | 0 | 0 | 3 | 27 | 81 | -54  | 3   |

| 2 décembre 2016 11 h 14 UTC+04:00 | Angleterre | 19 - 7 | Samoa | The Sevens, Dubaï |
| 2 décembre 2016 11 h 14 UTC+04:00 |            |        |       | The Sevens, Dubaï |
| 2 décembre 2016 11 h 14 UTC+04:00 |            |        |       | The Sevens, Dubaï |

| 2 décembre 2016 11 h 36 UTC+04:00 | Nouvelle-Zélande | 26 - 5 | Russie | The Sevens, Dubaï |
| 2 décembre 2016 11 h 36 UTC+04:00 |                  |        |        | The Sevens, Dubaï |
| 2 décembre 2016 11 h 36 UTC+04:00 |                  |        |        | The Sevens, Dubaï |

| 2 décembre 2016 14 h 58 UTC+04:00 | Angleterre | 38 - 7 | Russie | The Sevens, Dubaï |
| 2 décembre 2016 14 h 58 UTC+04:00 |            |        |        | The Sevens, Dubaï |
| 2 décembre 2016 14 h 58 UTC+04:00 |            |        |        | The Sevens, Dubaï |

| 2 décembre 2016 15 h 20 UTC+04:00 | Nouvelle-Zélande | 26 - 21 | Samoa | The Sevens, Dubaï |
| 2 décembre 2016 15 h 20 UTC+04:00 |                  |         |       | The Sevens, Dubaï |
| 2 décembre 2016 15 h 20 UTC+04:00 |                  |         |       | The Sevens, Dubaï |

| 2 décembre 2016 20 h 15 UTC+04:00 | Samoa | 17 - 15 | Russie | The Sevens, Dubaï |
| 2 décembre 2016 20 h 15 UTC+04:00 |       |         |        | The Sevens, Dubaï |
| 2 décembre 2016 20 h 15 UTC+04:00 |       |         |        | The Sevens, Dubaï |

| 2 décembre 2016 20 h 37 UTC+04:00 | Nouvelle-Zélande | 12 - 26 | Angleterre | The Sevens, Dubaï |
| 2 décembre 2016 20 h 37 UTC+04:00 |                  |         |            | The Sevens, Dubaï |
| 2 décembre 2016 20 h 37 UTC+04:00 |                  |         |            | The Sevens, Dubaï |

### Poule D
| Rang | Pays      | J | V | N | D | Pm | Pe | Diff | Pts |
| ---- | --------- | - | - | - | - | -- | -- | ---- | --- |
| 1    | Australie | 3 | 3 | 0 | 0 | 64 | 26 | +38  | 9   |
| 2    | France    | 3 | 2 | 0 | 1 | 59 | 42 | +17  | 7   |
| 3    | Kenya     | 3 | 1 | 0 | 2 | 43 | 48 | -5   | 5   |
| 4    | Japon     | 3 | 0 | 0 | 3 | 21 | 71 | -50  | 3   |

| 2 décembre 2016 9 h 00 UTC+04:00 | Kenya | 14 - 24 | France | The Sevens, Dubaï |
| 2 décembre 2016 9 h 00 UTC+04:00 |       |         |        | The Sevens, Dubaï |
| 2 décembre 2016 9 h 00 UTC+04:00 |       |         |        | The Sevens, Dubaï |

| 2 décembre 2016 9 h 22 UTC+04:00 | Australie | 19 - 14 | Japon | The Sevens, Dubaï |
| 2 décembre 2016 9 h 22 UTC+04:00 |           |         |       | The Sevens, Dubaï |
| 2 décembre 2016 9 h 22 UTC+04:00 |           |         |       | The Sevens, Dubaï |

| 2 décembre 2016 12 h 00 UTC+04:00 | Kenya | 17 - 7 | Japon | The Sevens, Dubaï |
| 2 décembre 2016 12 h 00 UTC+04:00 |       |        |       | The Sevens, Dubaï |
| 2 décembre 2016 12 h 00 UTC+04:00 |       |        |       | The Sevens, Dubaï |

| 2 décembre 2016 12 h 22 UTC+04:00 | Australie | 28 - 0 | France | The Sevens, Dubaï |
| 2 décembre 2016 12 h 22 UTC+04:00 |           |        |        | The Sevens, Dubaï |
| 2 décembre 2016 12 h 22 UTC+04:00 |           |        |        | The Sevens, Dubaï |

| 2 décembre 2016 18 h 00 UTC+04:00 | France | 35 - 0 | Japon | The Sevens, Dubaï |
| 2 décembre 2016 18 h 00 UTC+04:00 |        |        |       | The Sevens, Dubaï |
| 2 décembre 2016 18 h 00 UTC+04:00 |        |        |       | The Sevens, Dubaï |

| 2 décembre 2016 18 h 22 UTC+04:00 | Australie | 17 - 12 | Kenya | The Sevens, Dubaï |
| 2 décembre 2016 18 h 22 UTC+04:00 |           |         |       | The Sevens, Dubaï |
| 2 décembre 2016 18 h 22 UTC+04:00 |           |         |       | The Sevens, Dubaï |

## Phase finale
Résultats de la phase finale.

### Tournois principaux

#### Cup
|  | Quarts de finale                    | Quarts de finale                    |                                     |                                     | Demi-finales                        | Demi-finales                        |    |  | Finale                              | Finale                              |
|  | Quarts de finale                    | Quarts de finale                    |                                     |                                     | Demi-finales                        | Demi-finales                        |    |  | Finale                              | Finale                              |
|  |                                     |                                     |                                     |                                     |                                     |                                     |    |  |                                     |                                     |
|  | 3 décembre 2016 - 11 h 00 UTC+04:00 | 3 décembre 2016 - 11 h 00 UTC+04:00 |                                     |                                     | 3 décembre 2016 - 16 h 41 UTC+04:00 | 3 décembre 2016 - 16 h 41 UTC+04:00 |    |  | 3 décembre 2016 - 19 h 33 UTC+04:00 | 3 décembre 2016 - 19 h 33 UTC+04:00 |
|  | 3 décembre 2016 - 11 h 00 UTC+04:00 | 3 décembre 2016 - 11 h 00 UTC+04:00 |                                     |                                     | 3 décembre 2016 - 16 h 41 UTC+04:00 | 3 décembre 2016 - 16 h 41 UTC+04:00 |    |  | 3 décembre 2016 - 19 h 33 UTC+04:00 | 3 décembre 2016 - 19 h 33 UTC+04:00 |
|  | Fidji                               | 40                                  |                                     |                                     | 3 décembre 2016 - 16 h 41 UTC+04:00 | 3 décembre 2016 - 16 h 41 UTC+04:00 |    |  | 3 décembre 2016 - 19 h 33 UTC+04:00 | 3 décembre 2016 - 19 h 33 UTC+04:00 |
|  | Fidji                               | 40                                  |                                     |                                     | 3 décembre 2016 - 16 h 41 UTC+04:00 | 3 décembre 2016 - 16 h 41 UTC+04:00 |    |  | 3 décembre 2016 - 19 h 33 UTC+04:00 | 3 décembre 2016 - 19 h 33 UTC+04:00 |
|  | France                              | 5                                   |                                     |                                     | 3 décembre 2016 - 16 h 41 UTC+04:00 | 3 décembre 2016 - 16 h 41 UTC+04:00 |    |  | 3 décembre 2016 - 19 h 33 UTC+04:00 | 3 décembre 2016 - 19 h 33 UTC+04:00 |
|  | France                              | 5                                   | Fidji                               | 31                                  |                                     |                                     |    |  | 3 décembre 2016 - 19 h 33 UTC+04:00 | 3 décembre 2016 - 19 h 33 UTC+04:00 |
|  | 3 décembre 2016 - 11 h 22 UTC+04:00 |                                     | Fidji                               | 31                                  |                                     |                                     |    |  | 3 décembre 2016 - 19 h 33 UTC+04:00 | 3 décembre 2016 - 19 h 33 UTC+04:00 |
|  |                                     | Angleterre                          | 12                                  |                                     |                                     |                                     |    |  | 3 décembre 2016 - 19 h 33 UTC+04:00 | 3 décembre 2016 - 19 h 33 UTC+04:00 |
|  | Angleterre                          | Angleterre                          | 12                                  | 24                                  |                                     |                                     |    |  | 3 décembre 2016 - 19 h 33 UTC+04:00 | 3 décembre 2016 - 19 h 33 UTC+04:00 |
|  | Angleterre                          |                                     |                                     | 24                                  |                                     |                                     |    |  | 3 décembre 2016 - 19 h 33 UTC+04:00 | 3 décembre 2016 - 19 h 33 UTC+04:00 |
|  | Écosse                              | 21                                  |                                     |                                     |                                     |                                     |    |  | 3 décembre 2016 - 19 h 33 UTC+04:00 | 3 décembre 2016 - 19 h 33 UTC+04:00 |
|  | Écosse                              | 21                                  | Fidji                               | 14                                  |                                     |                                     |    |  |                                     |                                     |
|  | 3 décembre 2016 - 11 h 44 UTC+04:00 |                                     | Fidji                               | 14                                  |                                     |                                     |    |  |                                     |                                     |
|  |                                     | Afrique du Sud                      | 26                                  |                                     |                                     |                                     |    |  |                                     |                                     |
|  | Australie                           | Afrique du Sud                      | 26                                  | 21                                  |                                     |                                     |    |  |                                     |                                     |
|  | Australie                           | 3 décembre 2016 - 17 h 03 UTC+04:00 |                                     | 21                                  |                                     |                                     |    |  |                                     |                                     |
|  | Pays de Galles                      | 24                                  |                                     |                                     |                                     |                                     |    |  |                                     |                                     |
|  | Pays de Galles                      | 24                                  | Pays de Galles                      | 5                                   |                                     |                                     |    |  |                                     |                                     |
|  | 3 décembre 2016 - 12 h 06 UTC+04:00 | 3 décembre 2016 - 12 h 06 UTC+04:00 | Pays de Galles                      | 5                                   | Match pour la 3e place              | Match pour la 3e place              |    |  |                                     |                                     |
|  | 3 décembre 2016 - 12 h 06 UTC+04:00 | 3 décembre 2016 - 12 h 06 UTC+04:00 |                                     | Afrique du Sud                      | Match pour la 3e place              | Match pour la 3e place              | 36 |  |                                     |                                     |
|  | Afrique du Sud                      | 40                                  | 3 décembre 2016 - 19 h 08 UTC+04:00 | 3 décembre 2016 - 19 h 08 UTC+04:00 |                                     |                                     | 36 |  |                                     |                                     |
|  | Afrique du Sud                      | 40                                  | 3 décembre 2016 - 19 h 08 UTC+04:00 | 3 décembre 2016 - 19 h 08 UTC+04:00 |                                     |                                     |    |  |                                     |                                     |
|  | Nouvelle-Zélande                    | 0                                   |                                     | Angleterre                          | 38                                  |                                     |    |  |                                     |                                     |
|  | Nouvelle-Zélande                    | 0                                   |                                     | Angleterre                          | 38                                  |                                     |    |  |                                     |                                     |
|  |                                     |                                     |                                     |                                     |                                     |                                     |    |  | Pays de Galles                      | 10                                  |
|  |                                     |                                     |                                     |                                     |                                     |                                     |    |  | Pays de Galles                      | 10                                  |

Finale
| 3 décembre 2016 16h37 | Fidji                                                                          | 14-26 (7-14) | Afrique du Sud                                                                                              | The Sevens, Dubaï Arbitre : Craig Evans |
| 3 décembre 2016 16h37 | Essai(s) : Kolinisau (7e), Tuwai (11e) Transformation(s) : Kolinisau (7e, 11e) |              | Essai(s) : Afrika (1re), Du Preez (4e), Dry (13e), Senatla (17e) Transformation(s) : Du Preez (2e, 4e, 13e) | The Sevens, Dubaï Arbitre : Craig Evans |
| 3 décembre 2016 16h37 |                                                                                |              | | The Sevens, Dubaï Arbitre : Craig Evans |

#### Challenge Trophy
|  | Quarts de finale                    | Quarts de finale                    |           |    | Demi-finales                        | Demi-finales                        |  |  | Finale                              | Finale                              |
|  | Quarts de finale                    | Quarts de finale                    |           |    | Demi-finales                        | Demi-finales                        |  |  | Finale                              | Finale                              |
|  |                                     |                                     |           |    |                                     |                                     |  |  |                                     |                                     |
|  | 3 décembre 2016 - 9 h 30 UTC+04:00  | 3 décembre 2016 - 9 h 30 UTC+04:00  |           |    | 3 décembre 2016 - 14 h 22 UTC+04:00 | 3 décembre 2016 - 14 h 22 UTC+04:00 |  |  | 3 décembre 2016 - 18 h 19 UTC+04:00 | 3 décembre 2016 - 18 h 19 UTC+04:00 |
|  | 3 décembre 2016 - 9 h 30 UTC+04:00  | 3 décembre 2016 - 9 h 30 UTC+04:00  |           |    | 3 décembre 2016 - 14 h 22 UTC+04:00 | 3 décembre 2016 - 14 h 22 UTC+04:00 |  |  | 3 décembre 2016 - 18 h 19 UTC+04:00 | 3 décembre 2016 - 18 h 19 UTC+04:00 |
|  | Argentine                           | 31                                  |           |    | 3 décembre 2016 - 14 h 22 UTC+04:00 | 3 décembre 2016 - 14 h 22 UTC+04:00 |  |  | 3 décembre 2016 - 18 h 19 UTC+04:00 | 3 décembre 2016 - 18 h 19 UTC+04:00 |
|  | Argentine                           | 31                                  |           |    | 3 décembre 2016 - 14 h 22 UTC+04:00 | 3 décembre 2016 - 14 h 22 UTC+04:00 |  |  | 3 décembre 2016 - 18 h 19 UTC+04:00 | 3 décembre 2016 - 18 h 19 UTC+04:00 |
|  | Japon                               | 14                                  |           |    | 3 décembre 2016 - 14 h 22 UTC+04:00 | 3 décembre 2016 - 14 h 22 UTC+04:00 |  |  | 3 décembre 2016 - 18 h 19 UTC+04:00 | 3 décembre 2016 - 18 h 19 UTC+04:00 |
|  | Japon                               | 14                                  | Argentine | 10 |                                     |                                     |  |  | 3 décembre 2016 - 18 h 19 UTC+04:00 | 3 décembre 2016 - 18 h 19 UTC+04:00 |
|  | 3 décembre 2016 - 9 h 52 UTC+04:00  |                                     | Argentine | 10 |                                     |                                     |  |  | 3 décembre 2016 - 18 h 19 UTC+04:00 | 3 décembre 2016 - 18 h 19 UTC+04:00 |
|  |                                     | Samoa                               | 12        |    |                                     |                                     |  |  | 3 décembre 2016 - 18 h 19 UTC+04:00 | 3 décembre 2016 - 18 h 19 UTC+04:00 |
|  | Samoa                               | Samoa                               | 12        | 27 |                                     |                                     |  |  | 3 décembre 2016 - 18 h 19 UTC+04:00 | 3 décembre 2016 - 18 h 19 UTC+04:00 |
|  | Samoa                               |                                     |           | 27 |                                     |                                     |  |  | 3 décembre 2016 - 18 h 19 UTC+04:00 | 3 décembre 2016 - 18 h 19 UTC+04:00 |
|  | Ouganda                             | 19                                  |           |    |                                     |                                     |  |  | 3 décembre 2016 - 18 h 19 UTC+04:00 | 3 décembre 2016 - 18 h 19 UTC+04:00 |
|  | Ouganda                             | 19                                  | Samoa     | 14 |                                     |                                     |  |  |                                     |                                     |
|  | 3 décembre 2016 - 10 h 14 UTC+04:00 |                                     | Samoa     | 14 |                                     |                                     |  |  |                                     |                                     |
|  |                                     | États-Unis                          | 28        |    |                                     |                                     |  |  |                                     |                                     |
|  | Kenya                               | États-Unis                          | 28        | 22 |                                     |                                     |  |  |                                     |                                     |
|  | Kenya                               | 3 décembre 2016 - 14 h 44 UTC+04:00 |           | 22 |                                     |                                     |  |  |                                     |                                     |
|  | Canada                              | 14                                  |           |    |                                     |                                     |  |  |                                     |                                     |
|  | Canada                              | 14                                  | Kenya     | 19 |                                     |                                     |  |  |                                     |                                     |
|  | 3 décembre 2016 - 10 h 36 UTC+04:00 |                                     | Kenya     | 19 |                                     |                                     |  |  |                                     |                                     |
|  |                                     | États-Unis                          | 21        |    |                                     |                                     |  |  |                                     |                                     |
|  | États-Unis                          | États-Unis                          | 21        | 40 |                                     |                                     |  |  |                                     |                                     |
|  | États-Unis                          |                                     |           | 40 |                                     |                                     |  |  |                                     |                                     |
|  | Russie                              | 0                                   |           |    |                                     |                                     |  |  |                                     |                                     |
|  | Russie                              | 0                                   |           |    |                                     |                                     |  |  |                                     |                                     |

### Matchs de classement

#### Challenge 13e place
|  | Demi-finales                        | Demi-finales                        |         |    | Finale                              | Finale                              |
|  | Demi-finales                        | Demi-finales                        |         |    | Finale                              | Finale                              |
|  |                                     |                                     |         |    |                                     |                                     |
|  | 3 décembre 2016 - 13 h 38 UTC+04:00 | 3 décembre 2016 - 13 h 38 UTC+04:00 |         |    | 3 décembre 2016 - 17 h 57 UTC+04:00 | 3 décembre 2016 - 17 h 57 UTC+04:00 |
|  | 3 décembre 2016 - 13 h 38 UTC+04:00 | 3 décembre 2016 - 13 h 38 UTC+04:00 |         |    | 3 décembre 2016 - 17 h 57 UTC+04:00 | 3 décembre 2016 - 17 h 57 UTC+04:00 |
|  | Japon                               | 19                                  |         |    | 3 décembre 2016 - 17 h 57 UTC+04:00 | 3 décembre 2016 - 17 h 57 UTC+04:00 |
|  | Japon                               | 19                                  |         |    | 3 décembre 2016 - 17 h 57 UTC+04:00 | 3 décembre 2016 - 17 h 57 UTC+04:00 |
|  | Ouganda                             | 26                                  |         |    | 3 décembre 2016 - 17 h 57 UTC+04:00 | 3 décembre 2016 - 17 h 57 UTC+04:00 |
|  | Ouganda                             | 26                                  | Ouganda | 17 |                                     |                                     |
|  | 3 décembre 2016 - 14 h 00 UTC+04:00 |                                     | Ouganda | 17 |                                     |                                     |
|  |                                     | Canada                              | 20      |    |                                     |                                     |
|  | Canada                              | Canada                              | 20      | 27 |                                     |                                     |
|  | Canada                              |                                     |         | 27 |                                     |                                     |
|  | Russie                              | 5                                   |         |    |                                     |                                     |
|  | Russie                              | 5                                   |         |    |                                     |                                     |

#### Challenge 5e place
|  | Demi-finales                        | Demi-finales                        |        |    | Finale                              | Finale                              |
|  | Demi-finales                        | Demi-finales                        |        |    | Finale                              | Finale                              |
|  |                                     |                                     |        |    |                                     |                                     |
|  | 3 décembre 2016 - 15 h 57 UTC+04:00 | 3 décembre 2016 - 15 h 57 UTC+04:00 |        |    | 3 décembre 2016 - 18 h 44 UTC+04:00 | 3 décembre 2016 - 18 h 44 UTC+04:00 |
|  | 3 décembre 2016 - 15 h 57 UTC+04:00 | 3 décembre 2016 - 15 h 57 UTC+04:00 |        |    | 3 décembre 2016 - 18 h 44 UTC+04:00 | 3 décembre 2016 - 18 h 44 UTC+04:00 |
|  | France                              | 17                                  |        |    | 3 décembre 2016 - 18 h 44 UTC+04:00 | 3 décembre 2016 - 18 h 44 UTC+04:00 |
|  | France                              | 17                                  |        |    | 3 décembre 2016 - 18 h 44 UTC+04:00 | 3 décembre 2016 - 18 h 44 UTC+04:00 |
|  | Écosse                              | 26                                  |        |    | 3 décembre 2016 - 18 h 44 UTC+04:00 | 3 décembre 2016 - 18 h 44 UTC+04:00 |
|  | Écosse                              | 26                                  | Écosse | 12 |                                     |                                     |
|  | 3 décembre 2016 - 16 h 19 UTC+04:00 |                                     | Écosse | 12 |                                     |                                     |
|  |                                     | Australie                           | 19     |    |                                     |                                     |
|  | Australie                           | Australie                           | 19     | 20 |                                     |                                     |
|  | Australie                           |                                     |        | 20 |                                     |                                     |
|  | Nouvelle-Zélande                    | 12                                  |        |    |                                     |                                     |
|  | Nouvelle-Zélande                    | 12                                  |        |    |                                     |                                     |

## Bilan
Statistiques sportives
- Meilleur marqueur du tournoi :  Seabelo Senatla (55 points)
- Meilleur marqueur d'essais du tournoi :  Seabelo Senatla (11 essais)
- Impact Player :  Dan Norton
- Meilleur joueur de la finale :  Chris Dry
- Équipe type[3] :
  -  Werner Kok
  -  Seabelo Senatla
  -  Ethan Davies
  -  Jerry Tuwai
  -  Osea Kolinisau
  -  Setareki Bituniyata
  -  Ruaridh McConnochie

Affluences